# Сезон тропических циклонов северной части Индийского океана 2018 года
Сезон тропических циклонов северной части Индийского океана — интервал времени, во время которого в Индийском океане к северу от экватора формируются тропические циклоны. Сезон не имеет официальной даты начала и завершения, однако наибольшее число ураганов формируются между апрелем и декабрём, хотя тропические циклоны могут формироваться и в остальные месяцы года.
Область рассмотрения этой статьи ограничена частью Индийского океана, расположенной к северу от экватора, начиная от Африканского Рога с запада и заканчивая Малайским полуостровом с востока. В этой части света находится два крупных моря, для тропических циклонов возникающих в каждом из них предусмотрен свой индекс: ARB для циклонов возникших в Аравийском море (западная часть региона) и BOB для циклонов, возникших в Бенгальском заливе (восточная часть региона).
Официальным региональным специализированным метеорологическим центром является Индийский метеорологический департамент, а Объединённый американский военно-морской центр по предупреждению о тайфунах выпускает только неофициальные рекомендации. В среднем за сезон в этом регионе формируется от трёх до четырёх тропических штормов.

## Рекорды и хронология сезона
Сезон 2018 года оказался самым активным с 1992 года, с марта по декабрь в регионе сформировалась 14 тропических депрессий, семь из которых стали впоследствии циклонными штормами, против многолетней нормы в четыре циклонных шторма. Впервые за много лет тропический шторм вышел на побережье Сомали, нанеся опустошительный ущерб этому региону.
Впервые с 1960 в акватории Индийского океана одновременно существовало два очень жестоких тропических шторма, в октябре ими стали Лубан и Титли.
Очень жестокий циклонный шторм Лубан выйдя на побережье Йемена нанёс ущерб около миллиарда долларов.

## Тропические циклоны

### Депрессия ARB 01
Зона низкого давления (ЗНА) сформировалась в экваториальной части Индийского океана 10 марта. На экваторе формирование циклона невозможно, поскольку сила Кориолиса, отвечающая за закрутку вихря там отсутствует, поэтому ЗНА просто смещалась к северу, пока 13 марта не превратилась в слабый тропический циклон — депрессию, расположенную на юге Аравийского моря. Депрессия смещалась к северо-северо-западу и к 15 марта ослабела до области низкого давления, находясь в это время над Лакшадвипом (небольшая группа островов недалеко от Индии, административно входит в её состав).
Данная депрессия была необычной, так как сформировалась всего в 1.7 градусах широты к северу от экватора, где силы Кориолиса всё ещё слабы. Вблизи от экватора морская вода теплее всего, но тропические ураганы обычно не возникают ближе, чем в 5 градусах широты с обеих сторон от экватора. Несмотря на слабый ветер и, формально, низкий статус депрессии этот тропический циклон в очередной раз доказал, что для организации мощных наводнений тропическому циклону не требуется становиться супертайфуном — в городе Тутикорин был установлен новый рекорд объёма осадков, выпавших за сутки, 13 марта там выпало 300 мм осадков, а на острове Миникой выпало 170 мм осадков.

### Циклонический шторм Сагар
16 мая область низкого давления, расположенная около Африканского Рога усилилась до тропической депрессии, получившей обозначение ARB 02. На следующий день циклон усилился до циклонического шторма и получил имя Сагар. Шторм вышел на сушу над побережьем Сомалиленда между 13:30 и 14:30 местного времени (между 11:30 и 12:30 по московскому времени).
Шторм вызвал сильные дожди и подтопления в прибрежных городах Йемена, Аден так же пострадал от сильного ветра, власти были вынуждены объявить эвакуацию. Сильные осадки были отмечены и на острове Сокотра, а в провинциях Хадрамауте и Махра отмечались перебои с подачей электроэнергии. В индийском штате Гуджарат был объявлен второй уровень опасности, несмотря на то, что по предварительным прогнозам шторм не должен был затронуть территорию Индии. Сообщается о 79 погибших: 50 в Сомалиленде, 23 в Эфипиопии, 3 в Пунтленде, 2 в Джибути и один в Йемене. Сомалиленду нанесён ущерб более 80 млн.$, что для этого частично признанного и очень бедного государства является катастрофической суммой. По сообщениям в СМИ более миллиона человек так или иначе были затронуты штормом, для помощи населению запрошено 600 тысяч долларов, но эта сумма не покрывает и малой доли ущерба. Примечательно, что шторм перемещался по крайне редкой траектории, подобные шторма не характерны для этого региона, что лишь увеличило число жертв и пострадавших, многие из которых не знали о возможности выхода тропического шторма на побережье их страны.

### Очень жестокий циклонический шторм Мекуну
18 мая к северо-западу от Мальдив сформировалась зона активной конвекции, которая постепенно формировала облачную структуру, характерную для тропического циклона. Через два дня IMD объявил, что это метеообразование превратилось в зону низкого давления, и присвоил ему обозначение ARB 03.
21 мая JTWC объявил предупреждение о формировании тропического циклона, а IMD присвоил циклону статус тропической депрессии. В течение следующих суток она смещалась в северо-восточном направлении, находясь в области тёплых поверхностных вод и благоприятного сдвига ветра. В результате за это время циклон усилился до тропического шторма по классификации JTWC и циклонического шторма по классификации IMD, получив имя Мекуну. Ранним утром 23 мая спутниковое наблюдение показало, что у шторма начал формироваться явно выраженный глаз, что позволило IMD повысить его статус до жестокого циклонического шторма, а через шесть часов шторм усилился до очень жестокого циклонического шторма. Циклон перемещался в северо-западном направлении и к 25 мая усилился до экстремально жестокого циклонического шторма с усреднённой на интервале в одну минуту скоростью ветра в 185 км/ч, что эквивалентно урагану третьей категории по шкале Саффира — Симпсона.
Шторм вызвал мощные осадки и внезапные паводки на острове Сокотра. 40 человек объявлены пропавшими без вести после кораблекрушений вблизи, а 5 человек погибли непосредственно на самом острове Сокотра. Мекуну вышел на берег вблизи города Салала на пике развития, убив одного человека. Шторм установил несколько рекордов, среди них рекорд скорости ветра в аэропорте
города Салала (108 км/ч) и рекорд выпадения осадков в самом городе — 194 мм осадков, а по другим данным — до 278 мм, что эквивалентно трём годовым нормам для этого города. По состоянию на 24 июня известно о 31 погибшем: 20 на острове Сокотра, четверо в Йемене и шестеро в Омане, ещё один раненый умер в больнице через 9 дней после урагана не приходя в сознание, а материальный ущерб был оценён в полтора миллиарда долларов. Шторм окончательно распался над Оманом 27 мая, в тот же день IMD выпустил своё последнее сообщение.

### Глубокая депрессия BOB 01
28 мая в северной части Бенгальского залива начала развиваться область низкого давления (ОНД), а на следующий день она официально была классифицирована как ОНД Индийским метеорологическим департаментом. Из-за благоприятных условий за этот же день циклон последовательно углубился до депрессии и до глубокой депрессии, совершив выход на побережье Мьянмы в этом статусе. К середине для 30 мая депрессия ослабела до ОНД и ИМД выпустил последнее сообщение, в котором подтвердил распад циклона.
29 мая департамент метеорологии и гидрологии Мьянмы объявил предупреждение красного (высшего) уровня непосредственно перед выходом циклона на сушу вблизи города Кьяукпью. Около 500 домов были повреждены в округе Янгон, общее число разрушенных зданий оценено в 1400, оставшиеся без крыши над головой люди были размещены в пунктах временного размещения. Местные власти приостановили работу паромных переправ в регионе из-за мощных наводнений, предварительно на три для. По предварительным данным от удара циклона погибло 5 человек.

### Тропическая депрессия BOB 02
Область низкого давления сформировалась над Бенгальским заливом 9 мая. После небольшого усиления, на следующий день, IMD обозначил циклон как слабую тропическую депрессию и начал выпускать предупреждения. К вечеру депрессия вышла на сушу и ослабела до остаточного минимума, после чего были выпущены финальные сообщения. Циклон вызвал мощные ливни в индийских штатах Западная Бенгалия и Орисса, а на территории Бангладеш наблюдались экстремально сильные ливни. В силу начавшегося муссона отделить ущерб, вызванный данной тропической депрессией, от общих разрушений в регионе крайне затруднительно. Так, например, в лагере беженцев в Бангладеш погиб один ребёнок, но сказать точно, вызвана его смерть данным тропическим циклоном или муссонными ливнями практически невозможно.

### Тропическая депрессия BOB 03
20 июля над северной частью Бенгальского залива начала формироваться зона низкого давления. На следующий день циклон усилился до тропической депрессии и вышел на сушу вблизи города Баласор, штат Орисса, Индия. Продвигаясь вглубь суши депрессия вызвала мощные осадки, обновив рекорды осадков по всему региону, например в городе Бурла выпало 622 мм осадков (622 литра воды на квадратный метр поверхности земли). Уже после того как 23 июля циклон ослаб и потерял статус тропической депрессии вызванные им осадки погубили 69 человек в штате Уттар-Прадеш, где, местами, выпало до 226 мм осадков, а 27 июля из-за подъёма реки Джамна в столице Индии Дели было эвакуировано 1500 человек. По состоянию на 1 августа было известно о 106 погибших.

### Тропическая депрессия BOB 04
7 августа над северо-восточной частью Бенгальского залива сформировалась тропическая депрессия, получившая в дальнейшем обозначение BOB 04. Циклон вызвал мощные осадки на территории штатов Западная Бенгалия и Одиша, например в городе Банкура за сутки выпало 404 мм осадков. Из-за мощных ливней в регионе было разрушено множество домов, по разным данным число погибших колеблется от одного до двух. 8 августа циклон потерял силу и превратился в область низкого давления.

### Тропическая депрессия BOB 05
15 августа над Бенгальским заливом сформировалась тропическая депрессия, получившая обозначение BOB 05. Циклон вышел на сушу на территории штата Одиша, вызвав мощные ливни в регионе. Медленно смещаясь к северо-западу циклон прошёл над штатами Гуджарат и Махараштра, вызвав в них мощные наводнения. 17 августа депрессия превратилась в область низкого давления над штатом Мадхья-Прадеш. Циклон опосредовано вызвал мощнейшее за сто лет наводнение, поскольку предыдущие циклоны напитали почву влагой и наполнили водохранилища, а вызванные циклоном BOB 05 осадки в 200 и более мм ни почва, ни водохранилища вместить уже не могли. В штате Мадхья-Прадеш погибло 69 человек.

### Глубокая депрессия BOB 06
6 сентября в Бенгальском заливе, вблизи побережья штата Западная Бенгалия сформировалась тропическая депрессия, получившая обозначение BOB 06. Усилившись до глубокой депрессии циклон вышел на сушу на побережье штата Орисса, вызвав мощные осадки. На следующий день депрессия превратилась в зону низкого давления и прекратила своё существование.
От воздействия циклона в штате Орисса более 6 300 человек пострадали от наводнений, более 10 000 были эвакуированы, более тысячи деревень были затронуты стихийным бедствием. Вызванные циклоном ударные паводки нанесли существенный ущерб рисоводству в регионе, а также разрушили дороге в округе Кендрапара. Сообщается, что во время наводнений, вызванных BOB 06, никто из местных жителей не погиб, но один человек погиб при обрушении стены полицейского участка из-за мощных ливней, вызванных описываемой тропической депрессией. Точная сумма нанесённого циклоном ущерба, традиционно для региона, не сообщается.

### Циклонный шторм Дайе
19 сентября над центральной частью Бенгальского залива образовалась очередная тропическая депрессия, получившая обозначение BOB 07. К утру следующего дня циклон усилился до глубокой депрессии, а позднее — в циклонный шторм. Ранним утром 21 сентября циклон вышел на сушу в южной части штата Орисса, одновременно влияя на северную часть побережья соседнего штата Андхра-Прадеш. В течение следующих двух дней циклон смещался на запад, пока 22 сентября IMD выпустил последнее сообщение о циклоне.
Циклон вызвал мощные осадки в Западной Бенгалии, переполнившие несколько водохранилищ и убившие не менее 25 человек.

### Очень жестокий циклонный шторм Лубан
Начиная с 4 октября JWTC начал предупреждать о существенной вероятности формирования тропического циклона к юго-западу от побережья Индии. 6 октября IMD присвоил циклону статус тропической депрессии и обозначение ARB 04. На следующий день циклону присвоили статус глубокой депрессии, а 8 октября циклон усилился до циклонного шторма, получившего имя Лубан.
В этот же день JTWC начал выпускать информационные материалы по этому шторму, получившему обозначение Tropical Cyclone 05A.
Через два дня циклон усилился до очень жестокого циклонного шторма с устойчивым ветром до 75 миль/час. Впервые с 1977 года в северной части Индийского океана одновременно существовали две бури, достигшей силы очень жестокого тропического шторма — с восточной стороны полуострова Индостан находился шторм Титли, достигший близкой интенсивности.
В силу атмосферной обстановки движение шторма замедлилось, что привело к охлаждению поверхностного слоя воды и циклон начал терять силу. Лубан выше на сушу вблизи города Эль-Гайда (Йемен) в статусе циклонного шторма утром 14 октября и окончательно распался над сухой и гористой местностью на следующий день.
По некоторым сообщениям шторм разрушил около 90 % инфраструктуры на территории мухафазы Эль-Махра, ущерб был оценён в миллиард долларов. От последствий удара циклона Лубан погибли 14 человек, 121 был ранен, а без крыши над головой остались более восьми тысяч. Вызванные штормом наводнения разрушили прибрежные дороги и смыли в океан несколько тысяч голов скота.

### Очень жестокий циклонный шторм Титли
7 октября в Бенгальском заливе возникла область низкого давления, которая начала быстро развиваться. Утром 8 октября циклон усилился до тропической депрессии, днём того же дня — до глубокой депрессии, а к полуночи — до циклонного шторма, получившего имя Титли. Уже к утру 10 октября циклон усилился до жестокого циклонного шторма, а к полудню — до очень жестокого циклонного шторма. Продолжив процесс усиления Титли подошёл к границе штатов Андхра-Прадеш и Орисса, где и вышел на сушу на пике своего развития 11 октября. В дальнейшем циклон перемещался в северо-восточном направлении, постепенно теряя силу. Он превратился в остаточный минимум во второй половине дня 12 октября и окончательно распался ранним утром 13 октября.
В результате оползней и наводнений, вызванных Титди, в штате Орисса погибли 77 человек, а в соседнем Андхра-Прадеш — 8 человек. Ущерб был оценён в 413 млн долларов в штате Орисса и 507 млн в штате Андхра-Прадеш.

### Очень жестокий тропический шторм Гаджа
Утром 8 ноября над Сиамским заливом возникла зона низкого давления. Пройдя над Таиландом и Малайским полуостровом циклон вышел в Адаманское море и начал усиливаться. Утром 10 ноября циклон был признан тропической депрессией, которая к вечеру того же дня усилилась до глубокой депрессии, а ранним утром 11 ноября — до циклонного шторма, получившего имя Гаджа. Медленно смещаясь на запад циклон описал петлю в открытом океане и непосредственно перед выходом на сушу снова начал усиливаться: утром 15 ноября усилился до жестокого циклонного шторма, а вечером, непосредственно перед выходом на сушу — до очень жестокого циклонного шторма. Ранним утром 16 ноября циклон вышел на сушу вблизи города Нагапаттинам и, пройдя через всю Индию, на следующий день вышел в Аравийское море ослабнув до тропической депрессии. Из-за неблагоприятных атмосферных условий он не смог существенно усилится после перехода с суши в океан и окончательно распался поздним вечером 20 ноября.
Жертвами удара стихии стали 45 человек, ущерб оценён в 755 миллионов долларов.

### Жестокий тропический шторм Петай
Зона возмущенной погоды возник в южной части Бенгальского залива 13 декабря. Изначально предполагалось, что образование тропического циклона маловероятно, но он смог сформировать устойчивую конвективную систему и усилился в тропическую депрессию, получившую обозначение BOB 10. В дальнейшем циклон усиливался: на следующий день усилившись до глубокой депрессии, к 15 декабря — до циклонного шторма, а 16 декабря став жестоким тропическим штормом.
17 декабря циклон вышел на сушу в округе Восточный Годовари, вызвав мощные осадки и ветра до 80 км/ч, а на следующий день разрушился к юго-западу от Калькутты.
В результате вызванных штормом наводнений в штате Андхра-Прадеш погибли 8 человек, нанесённый ущерб был оценён в 42 млн долларов.

## Имена штормов
В пределах этого ураганного бассейна тропическому циклону присваивается в случае, если ветер в нём достиг скорости в 65 км/ч. Имена тропических циклонов для региона были отобраны всемирной метеорологической организаций между 2000 и 2004 годами, после чего Региональный специализированный метеорологический центр в Нью-Дели начал присваивать эти имена, начиная с сентября 2004 года. Существует правило, что тропический циклон, пришедший из западной части Тихого океана (в той части света их называют тайфунами и об их активности в 2018 году есть отдельная статья) сохраняет своё имя, ранее полученное от Японского метеорологического агентства и/или от филиппинской метеослужбы PAGASA и не получает нового. Список из восьми имён для тропических ураганов данного региона приведены ниже:
| - Sagar - Mekunu | - Daye - Luban | - Titli - Gaja | - Phethai - Fani (не использовано) |

## Последствия
В этой таблице упоминаются все шторма сезона 2018 года, их имена, продолжительность, интенсивность суммарный урон и число погибших. Статистика жертв и разрушений учитывает также последствия воздействия шторма после перехода во внетропический циклон или остаточное понижение перед окончательным рассеянием. Весь ущерб приводится в долларах США в ценах 2018 года.
| Имя          | Сроки существования   | Классификация на пике развития            | Средняя скорость ветра (км/ч) | Минимальное давление в центре циклона (гПа) | Затронутые регионы                         | Ущерб (USD)         | Число погибших | Ссылки                                   |
| ------------ | --------------------- | ----------------------------------------- | ----------------------------- | ------------------------------------------- | ------------------------------------------ | ------------------- | -------------- | ---------------------------------------- |
| ARB 01       | 13 марта – 15 марта   | Депрессия                                 | 45                            | 1006                                        | Южная Индия, Мальдивы, Шри-Ланка           | 0                   | 0              |                                          |
| Сагар        | 16 – 20 мая           | Циклонический шторм                       | 85                            | 994                                         | Йемен, Сомалиленд, Эритрея,Джибути,Эфиопия | 150 млн             | 79             | [ 5 ] [ 15 ] [ 16 ] [ 17 ] [ 18 ] [ 19 ] |
| Мекуну       | 21 – 27 мая           | Экстремально жестокий циклонический шторм | 175                           | 960                                         | Йемен, Оман, Саудовская Аравия             | 1.5 млрд.           | 31             | [ 36 ] [ 37 ] [ 39 ]                     |
| BOB 01       | 29 – 30 мая           | Глубокая депрессия                        | 55                            | 990                                         | Бангладеш, Мьянма                          | не определен        | 5              | [ 46 ]                                   |
| BOB 02       | 10 июня               | Депрессия                                 | 45                            | 989                                         | Бангладеш, Мьянма                          | не определен        | 0              |                                          |
| BOB 03       | 21 – 23 июля          | Депрессия                                 | 45                            | 989                                         | Индия                                      | 350 млн             | 106            | [ 55 ]                                   |
| BOB 04       | 7 - 8 августа июня    | Депрессия                                 | 45                            | 992                                         | Индия                                      | не определен        | 2              | [ 60 ]                                   |
| BOB 05       | 15 - 17 августа       | Депрессия                                 | 45                            | 994                                         | Индия                                      | не определен        | 69             | [ 63 ]                                   |
| BOB 06       | 6 - 7 июня            | Глубокая депрессия                        | 55                            | 990                                         | Индия                                      | не определен        | 1              | [ 69 ]                                   |
| Дайе         | 19 – 22 сентября      | Циклонический шторм                       | 70                            | 992                                         | Индия                                      | неизвестен          | 25             | [ 74 ]                                   |
| Лубан        | 6 – 15 октября        | Очень жестокий циклонический шторм        | 140                           | 976                                         | Оман, Йемен                                | 1 млрд.             | 14             | [ 7 ] [ 84 ]                             |
| Титли        | 8 – 12 октября        | Очень жестокий циклонический шторм        | 150                           | 970                                         | Индия                                      | 920 млн.            | 25             | [ 95 ] [ 96 ] [ 97 ] [ 98 ]              |
| Гаджа        | 10 – 19 ноября        | Очень жестокий циклонический шторм        | 140                           | 992                                         | Андаманские острова, Индия, Шри-Ланка      | 755 млн.            | 45             | [ 107 ] [ 108 ]                          |
| Петай        | 13 – 18 декабря       | Жестокий циклонический шторм              | 100                           | 993                                         | Индия                                      | 41 млн.             | 25             | [ 114 ] [ 115 ] [ 116 ]                  |
| Итоги сезона |                       |                                           |                               |                                             |                                            |                     |                |                                          |
| 14 циклонов  | 13 марта – 18 декабря |                                           | 175                           | 960                                         |                                            | не менее 4.7 млрд $ | не менее 427   |                                          |